# Regatul Iugoslaviei
Regatul Iugoslaviei a fost regatul slavilor de sud din nord-vestul Balcanilor, care a existat începând cu sfârșitul Primului Război Mondial, până la declanșarea celui de-al Doilea Război Mondial. Cuprindea o suprafață teritorială constituită din Bosnia și Herțegovina, Serbia, Muntenegru, Macedonia și părți importante din Croația și Slovenia de astăzi. Regatul Iugoslav a fost ocupat în martie-aprilie 1941, de trupele Germaniei hitleriste în colaborare cu trupe ungare, italiene și bulgare. Nemții au declanșat surprinzător campania militară de ocupare a statului iugoslav printr-un bombardament distrugător asupra capitalei sale, Belgrad, și după 11 zile de rezistență, la 17 aprilie 1941, armata iugoslavă a fost nevoită să capituleze.

## Vezi și
- Subdiviziunile Regatului Iugoslaviei